# Colors of the Day
Colors of the Day - The Best of Judy Collins è una raccolta della cantante statunitense Judy Collins, pubblicato nel 1972.

## Tracce
1. Someday Soon (Ian Tyson) – 3:44
2. Since You Asked (Judy Collins) – 2:33
3. Both Sides Now (Joni Mitchell) – 3:14
4. Sons Of (Eric Blau, Jacques Brel, Gerard Jouannest, Mort Shuman) – 2:26
5. Suzanne (Leonard Cohen) – 4:24
6. Farewell to Tarwathie (Traditional) – 5:31
7. Who Knows Where the Time Goes (Sandy Denny) – 4:40
8. Sunny Goodge Street (Donovan) – 2:56
9. My Father (Judy Collins) – 5:02
10. Albatross (Judy Collins) – 4:50
11. In My Life (John Lennon, Paul McCartney) – 2:53
12. Amazing Grace (Traditional) – 4:06